# West Pensacola
West Pensacola es un lugar designado por el censo ubicado en el condado de Escambia en el estado estadounidense de Florida. En el Censo de 2010 tenía una población de 21.339 habitantes y una densidad poblacional de 1.124,48 personas por km².

## Geografía
West Pensacola se encuentra ubicado en las coordenadas 30°25′36″N 87°16′5″O / 30.42667, -87.26806. Según la Oficina del Censo de los Estados Unidos, West Pensacola tiene una superficie total de 18.98 km², de la cual 18.59 km² corresponden a tierra firme y (2.06%) 0.39 km² es agua.

## Demografía
Según el censo de 2010, había 21.339 personas residiendo en West Pensacola. La densidad de población era de 1.124,48 hab./km². De los 21.339 habitantes, West Pensacola estaba compuesto por el 47.77% blancos, el 42.21% eran afroamericanos, el 1.04% eran amerindios, el 3.33% eran asiáticos, el 0.26% eran isleños del Pacífico, el 2.1% eran de otras razas y el 3.28% pertenecían a dos o más razas. Del total de la población el 5.23% eran hispanos o latinos de cualquier raza.